# Буран-Кая

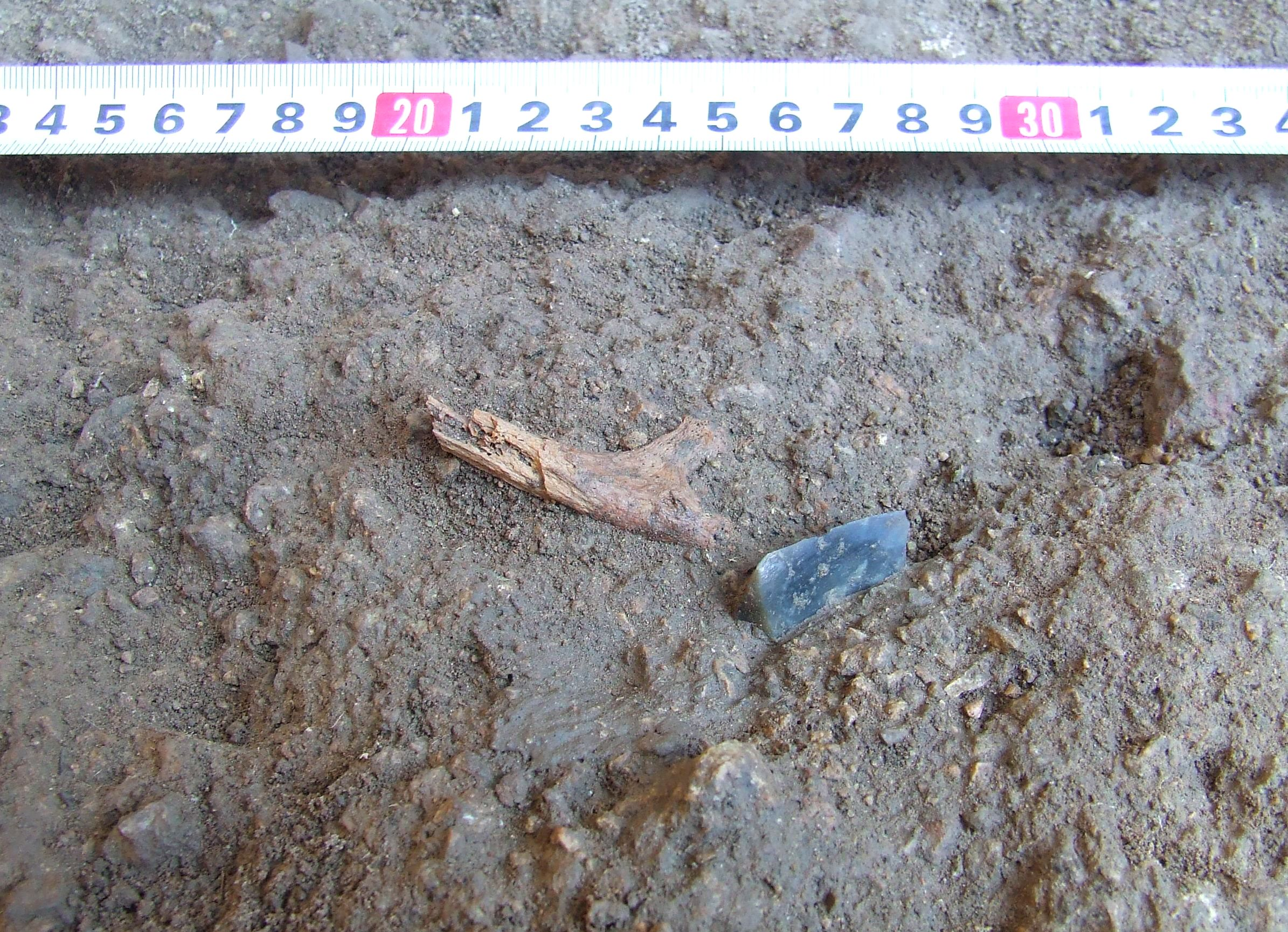
Знахідки розкопок шару пізнього палеоліту стоянки Бура-Кая — уламок кістки та залишки знаряддя.

Бур́ан-Ка́я (крим. Buran Qaya) — багатошарова стоянка кам'яної доби в скельному навісі в середній течії річки Бурульча (Гірський Крим).
Найдавніше свідчення про сучасних людей на сході Європи.
Археолог Олександр Яневич із Національної академії наук виявив 4 печери Буран-Кая в Кримських горах у 1991 році. З тих пір там знайшли приблизно дві сотні кісток.

## Культурна прив'язка
Містить археологічні культурні шари:
- киїк-кобинської культури (шари В, В1),
- таш-аїрської культури (шар 3),
- свідерської культури (шар 4),
- шан-кобинської культури (шар 5),
- буран-кайської культури (шари 6–1, 6–2),
- пізнього оріньяку (шари 6–3, 6–4, 6–5),
- східного селету (шар С).

За археологічними матеріалами стоянки виділені нові культурні явища палеоліту пізнього: буран-кайська культура пізнього етапу граветської культури, індустрія пізнього оріньяку, індустрія східної селетської культури.
Пам'ятка дає змогу простежити етнокультурні процеси в Криму в широких хронологічних межах — від мустьєра до заключних етапів пізнього палеоліту, свідчить про нерівномірність переходу від раннього до пізнього палеоліту.

## Опис пам'ятки
На місці стоянки в печері Буран-Кая археологи виявили людські кістки і зуби, знаряддя праці, прикраси зі слонової кістки і рештки тварин.
Надрізи на скам'янілостях, яким 32 тисячі років, свідчать, що тих людей готували до ритуального поховання. Це є також найдавнішими свідченнями про сучасних людей на сході Європи.
Виявлені на місці розкопок прикраси, що їх виготовили древні люди, дали науковцям підстави пов'язувати їх із Ґраветтською культурою.